# مسجد شاهزاده نعیم‌آباد
مسجد شاهزاده نعیم آباد(آبشاهی) دارای قدمت تاریخی ۳۰۰ ساله می‌باشد. این مسجد در خیابان اصلی محله نعیم‌آبادموسوم به شاه کوچه واقع شده‌است. 
مسجد دارای کتابخانه (نون و القلم تأسیس شده به سال ۱۳۵۷ توسط سید محمد حسینی نعیمی) داری کتب ارزشمند تاریخی می‌باشد. 
علت نامگذاری این مسجد بدین نام پایه‌گذاری و ساخت آن به دست یکی از فرزندان اناث حکمای آن دوران که به تازگی به دین اسلام مشرف شده بود، می‌باشد.